# أليكسي ايفانوف (منافس ألعاب قوى)
أليكسي ايفانوف (بالروسية: Иванов, Алексей Станиславович)‏ هو منافس ألعاب قوى روسي، ولد في 18 أبريل 1979 في أنزيرو-سودزينسك في روسيا.